# Kevin Michael Richardson
Kevin Michael Richardson, né le 25 octobre 1964  à New York, dans le Bronx, est un acteur américain. Il est notamment actif dans le doublage.

## Filmographie

### Cinéma
- 1992 : Porco Rosso (Kurenai no buta) de Hayao Miyazaki : Mamma Aiuto Gang
- 1993 : Instinct fatal (Fatal Instinct) : Bailiff
- 1994 : Pompoko : Bunta
- 1995 : Stuart sauve sa famille (Stuart Saves His Family) d'Harold Ramis
- 1995 : Mortal Kombat de Paul W. S. Anderson : Goro
- 1996 : Buy One, Get One Free* : Flinch / Thugs
- 1996 : Siegfried & Roy: Masters of the Impossible (vidéo) : voix additionnelles
- 1996 : Tous les chiens vont au paradis II (All Dogs Go to Heaven 2) (voix)
- 1996 : La Haine au cœur (A Boy Called Hate) de Mitch Marcus : Staff Member
- 1996 : Agent zéro zéro (Spy Hard) de Rick Friedberg
- 1996 : Bound : Cop #2
- 1998 : BASEketball : Peripatetic Player
- 1998 : The Wacky Adventures of Ronald McDonald: Scared Silly (vidéo) : Grimace (voix)
- 1998 : La Légende de Brisby (The Secret of NIMH 2: Timmy to the Rescue) (vidéo) : Brutus (voix)
- 1999 : Alvin and the Chipmunks contre Frankenstein (Alvin and the Chipmunks Meet Frankenstein) (vidéo) : Bud Wiley (voix)
- 2000 : Tom Sawyer (vidéo) : Injurin' Joe (voix)
- 2000 : Whispers: An Elephant's Tale : Adult Whispers (voix)
- 2000 : Buzz l'Éclair, le film : Le Début des aventures (vidéo) : Space Ranger (voix)
- 2000 : Scooby Doo et les extra-terrestres (Scooby-Doo and the Alien Invaders) (vidéo) : Max (voix)
- 2000 : Les Razmoket à Paris, le film (Rugrats in Paris: The Movie - Rugrats II) : Sumo Singer (voix)
- 2001 : Summoning : Bill
- 2001 : La Cour de récré: Vive les vacances (Recess: School's Out) : Cop #2 (voix)
- 2002 : Lilo & Stitch : Captain Gantu (voix)
- 2002 : Les Supers Nanas, le film (The Powerpuff Girls) : Rocko Socho / Ojo Tango (voix)
- 2002 : Les Country Bears (The Country Bears) : Henry (voix)
- 2002 : La Légende de Tarzan et Jane (vidéo) : Merkus (voix)
- 2002 : Mickey's House of Villains (vidéo) : Chorus (voix)
- 2002 : La Famille Delajungle, le film (The Wild Thornberrys Movie) : Shaman Mnyambo (voix)
- 2003 : Scooby-Doo et les Vampires (Scooby-Doo and the Legend of the Vampire) (vidéo) : Malcolm Illiwara, Yowie Yahoo & Crocodile (voix)
- 2003 : Dernier vol de l'Osiris (The Animatrix: Final Flight of the Osiris) : Thadeus (voix)
- 2003 : Animatrix (The Animatrix) (vidéo) : Thadeus (segment "Final Flight of the Osiris") / Cop (segment "Kid's Story") / Agent #2 (segment "World Record") (voix)
- 2003 : Kid's Story : Cop (voix)
- 2003 : George of the Jungle 2 (vidéo) : Grouchy Ape & Chimp (voix)
- 2003 : Stitch! The Movie (vidéo) : Captain Gantu (voix)
- 2003 : Matrix Revolutions (The Matrix Revolutions) : Deus Ex Machina (voix)
- 2003 : Batman : La Mystérieuse Batwoman (Batman: Mystery of the Batwoman) (vidéo) : Carlton Duquesne (voix)
- 2004 : Adventures in Animation 3D : Coach (voix)
- 2004 : Teacher's Pet : Conductor (voix)
- 2004 : Comic Book: The Movie (vidéo) : Ice Tray
- 2004 : Mulan 2 : La Mission de l'Empereur (vidéo) : (voix additionnelles)
- 2005 : La Véritable Histoire du Petit Chaperon rouge (Hoodwinked) : P-Biggie (voix)
- 2005 : Lil' Pimp (vidéo) : Smokey (voix)
- 2005 : Family Guy Presents: Stewie Griffin - The Untold Story (vidéo) : Ray Charles (voix) / (voix additionnelles)
- 2005 : The Batman vs Dracula: The Animated Movie (vidéo) : The Joker (voix)
- 2005 : The Happy Elf (vidéo) : Derek / Tucker / Mayor / Toady (voix)
- 2006 : Leroy & Stitch (vidéo) : Captain Gantu
- 2006 : The Wild : Samson's Father (voix)
- 2007 : TMNT : Les Tortues Ninja (TMNT) : le Général Aquila (voix)
- 2007 : Doctor Strange: The Sorcerer Supreme  (vidéo)  : Baron Mordo  (voix)
- 2008 : Star Wars : The Clone Wars (Film d'animation) : Jabba le Hutt (voix)
- 2009 : Transformers 2 : la Revanche de Michael Bay : Un des Primes durant l'état de transe de Sam Witwicky (voix)
- 2020 : Les Trolls 2 : Tournée mondiale (Trolls World Tour) de Walt Dhorn : M. Dinkles (voix)
- 2023 : Super Mario Bros. le film d'Aaron Horvath et Michael Jelenic : Kamek
- 2024 : Woody Woodpecker : Alerte en colo : Buzz Buzzard (voix)

### Télévision
- 1992 : Something to Live for: The Alison Gertz Story (téléfilm) : Intern #2
- 1994 : Skeleton Warriors (série télévisée) : voix additionnelles
- 1994 : Past Tense (téléfilm) : Arresting Cop
- 1995 : The Mask ("The Mask") (série télévisée) : Mayor Mitchell Tilton (voix)
- 1996 : Homeboys in Outer Space (série télévisée) : Vashti
- 1996 : Road Rovers (série télévisée) : Exile / Confuseus (voix)
- 1996 : Urgences (série télévisée) : Patrick
- 1997 : Les Razmoket (Rugrats) (série télévisée) : Martin Luther King Jr. (2 épisodes, 1997-2001)
- 1997 : Trains Unlimited (série télévisée) : le narrateur
- 1997 : Spawn (série télévisée) : voix additionnelles
- 1998 : Oh Yeah! Cartoons (série télévisée) : Others (voix)
- 1998 : Voltron: The Third Dimension (série télévisée) : Hunk / Zarkon (voix)
- 1998 : The Powerpuff Girls (série télévisée) : (voix additionnelles)
- 1999 : Spider-Man Unlimited (série télévisée) : Fox Kids' Spider-Man Unlimited Announcer (voix)
- 1999 : Queer Duck (série télévisée) : Stephen Arlo "Openly" Gator (voix)
- 1999 : Les Stubbs ("The PJs") (série télévisée) : Mr. Hudson / Rasta Man (voix)
- 1999 : Big Guy and Rusty the Boy Robot (série télévisée) : Garth (voix)
- 2000 : Thrillseekers: Putt n' Perish (téléfilm) : Bartender / Otto / Pig
- 2000 : Static Choc (série télévisée) : Robert Hawkins (voix) / (voix additionnelles)
- 2000 : Lobo (série télévisée) : Lobo (voix) / (voix additionnelles)
- 2001 : Disney's tous en boîte (House of Mouse) (série télévisée) : Prince John, Crow (voix)
- 2001 : The Flintstones: On the Rocks (téléfilm) : Barney Rubble / Hector / Jewel Guard (voix)
- 2001 : The Ripping Friends (série télévisée) : Fox's Ripping Friends Announcer (voix)
- 2002 : Bob l'éponge (SpongeBob Squarepants) (épisode : Bob le roi de la fête) (série télévisée) : Roi Neptune (voix)
- 2002 : Jamal the Funny Frog: Dentist (téléfilm) : Big Daddy, Tooth
- 2002 : Super Santa in South Pole Joe (téléfilm) : South Pole Joe, Kid #2 (voix)
- 2002 : Jamal the Funny Frog: Beach (téléfilm) : Big Daddy, Oyster #2, Octopus
- 2002 : Ozzy & Drix (série télévisée) : Rescue Cell (voix)
- 2003 : Nickelodeon Presents the Fairly OddParents in: Abra Catastrophe! (téléfilm) : Bad Guy / Business Man (voix)
- 2003 : La Famille en folie (série télévisée) : Ed Ward
- 2003 : Star Wars: Clone Wars (série télévisée) : K'Kruhk / Human Male Jedi Master (voix)
- 2004 : Detroit Docona (série télévisée) :'Commissioner Dyne (voix)
- 2004 : Dave the Barbarian (série télévisée) : Uncle Oswidge / King Throktar (voix)
- 2004 : Nickelodeon Presents the Fairly OddParents in: Channel Chasers (téléfilm) : Adult AJ / Dad's Boss / Snoop / Donnie Donut (voix) / (voix additionnelles)
- 2004 : Mega Robot Super Singes Hyperforce Go ! (série télévisée) : Antauri (voix) / (voix additionnelles)
- 2004 : Higglytown Heroes (série télévisée) : Uncle Lemmo
- 2005 : Kim Possible: So the Drama (téléfilm) : Sumo Ninja / Dr. Gooberman (voix)
- 2005 : Le Monde de Maggie (The Buzz on Maggie) (série télévisée) : Various (voix)
- 2005 : The Proud Family Movie (téléfilm) : Sea Beast / The Mangler / Narrator (voix)
- 2006 : The Jimmy Timmy Power Hour 2: When Nerds Collide (téléfilm) : Morgan Freeman / Anti-Fairy (voix)
- 2008 : Wolverine et les X-Men (téléfilm) : Shadow King, Bishop, Abasi (voix)
- 2009 : How I Met Your Mother (saison 4, épisode 21) : Stan
- 2009 : Super Homer (épisode 1 de la saison 21 des Simpson) : (voix du garde de la sécurité)
- 2009 : A tyran, tyran et demi (épisode 17 de la saison 21 des Simpson) : (voix du compagnon de cellule de Mr Burns)
- 2010 : La Ligue des justiciers : Nouvelle Génération (Young Justice) : J’onn J’onzz/Martian Manhunter, Nabu/Docteur Fate, Malcolm Duncan/Guardian, John Stewart/Green Lantern, Bruno Manheim, Paul Sloane, Harvey/Der’chow, Vykin, Charlie Daggett, Kilowog et voix additionnelles
- 2012-en production : Les Tortues Ninja (Teenage Mutant Ninja Turtles) (série télévisée d'animation) : Shredder (voix)
- 2014 : Scooby-Doo : Aventures en Transylvanie (Scooby-Doo! Frankencreepy) de Paul McEvoy : Mr. Cuthbert Crawls (voix)
- 2014-Présent : Shérif Callie au Far West : Oncle Bun / Stinky / Dr Wolf (voix)
- 2018 : La Légende des Trois Caballeros : Lord Felldrake Sheldgoose (voix)
- 2021 : Les Maîtres de l'univers : Révélation (Masters of the Universe: Revelation) (série télévisée d'animation) : Beast Man